# Can Torres (Begues)
Can Torres, actual Casa de la Vila, és un edifici de Begues (Baix Llobregat) inclòs a l'Inventari del Patrimoni Arquitectònic de Catalunya.

## Història
Va ser construïda com a torre d'estiueig pel mestre d'obres Jacint Torres i Reyató, casat amb Vicenta Vilaró i Coll. Hi va viure el seu fill Ramir Torres Vilaró, que ha donat nom al carrer.
El 1965 s'hi va instal·lar l'Ajuntament i el jutjat de pau, motiu pel qual es va construir una petita cel·la de detenció, amb una reixa i un llit a l'interior. Aquesta va desaparèixer en la darrera rehabilitació del 1992, que ha transformat el jardí posterior va ser transformat en una plaça d'accés.

## Descripció
De planta rectangular, consta de planta baixa i dos pisos. Les façanes,  de pedra vista i cantoneres de maó, estan obertes als quatre costats i presenten tres crugies per planta, amb una composició simètrica a partir dels buits de la planta baixa. La façana principal presenta una interessant ornamentació amb elements neogòtics, una balconera i barbacana de ferro forjat en filigrana i aplacat ceràmic molt vistosos a manera de sanefes entre les diferents plantes, procedents de la fàbrica Pujol i Bausis d'Esplugues de Llobregat. La façana que dóna al carrer de l'Onze de Setembre està presidida per un porxo de dues plantes, resolt amb elements de pedra artificial d'arrel eclèctica, igual que els finestrals de la façana principal. El coronament té un timpà triangular ornat, sanefa, motllures i cornisa amb un potent ràfec de fusta, i la coberta és a dues vessants. A ambdós costats de la façana principal hi ha una tanca de paredat antic i reixes de ferro forjat.
A l'interior de la planta baixa, algunes habitacions conserven elements de la decoració original, amb paviments de mosaic hidràulic i arrambadors de rajola amb les inicials T i V del promotor.